# Соколовский хор
Соколовский хор — цыганская капелла (хор) во главе с Иваном Соколовым, основанная графом Алексеем Орловым-Чесменским в 1774 году в Пушкино. Первый цыганский хор в России. Орлов призвал Ивана Соколова, главу цыган среди своих крепостных, для выступления в его имении под Москвой. Как и другие цыганские хоры, Соколовский хор пел в русской подголосочной манере, однако с сохранением характерной для таборной музыки ладовой окраски и в сопровождении гитар.
Крепостные цыгане получили свободу в 1807 году, и Соколов стал первым в династии цыганских хормейстеров. Хор выступал в престижном московском ресторане «Яр» («Соколовский хор у Яра»).
Большая часть цыган из Соколовского хора незадолго до Отечественной войны 1812 года поселилась в Москве. С этого времени прослеживается непрерывная история цыганского населения Москвы. В 1812 году цыгане Соколовского хора записались в кавалерийские части.
После смерти Григория Соколова, потомка первого руководителя хора, руководство перешло к Николаю Шишкину (1845—1911).

## Руководители
- Иван Трофимович Соколов (1740-е годы — 1807 год) основатель и руководитель хора.
- Илья Соколов (Илья Соколов)
- Григорий Соколов
- Николай Шишкин